# Sent Pantalion de la Plèu
Sent Pantaleon de la Pléu (en francès Saint-Pantaléon-de-Lapleau) és un municipi francès situat al departament de la Corresa i a la regió de la Nova Aquitània.

## Demografia
| 1962                                       | 1968 | 1975 | 1982 | 1990 | 1999 | 2007 |
| ------------------------------------------ | ---- | ---- | ---- | ---- | ---- | ---- |
| 76                                         | 106  | 80   | 55   | 65   | 66   | 68   |
| Des de 1962: població sense dobles comptes |      |      |      |      |      |      |

## Administració
| Període   | Identitat     | Partit |
| --------- | ------------- | ------ |
| 2001-2008 | René Breuil   |        |
| 2008-     | Guy Bourgeade | PS     |